# Дюка, Поль
Поль Абраа́м Дюка́ (фр. Paul Abraham Dukas [dykas]; 1 октября 1865, Париж — 17 мая 1935, там же) — французский композитор, музыкальный критик и педагог.

## Биография
Родился в еврейской семье, где он был одним из трёх детей. Его отец Жюль Жакоб Дюка (1828—1915) был занят в банковском деле и зерноторговле, мать Эжени (в девичестве Гомперц, также Эммерих-Гомперц, 1835—1870) была пианисткой и умерла в родах младшей дочери, когда Полю было пять лет. Семья матери вела своё происхождение из Меца в Лотарингии, семья отца из Эрлисайма в Эльзасе. С детства обучался игре на фортепиано, сочинять начал с 14 лет. Учился в Парижской консерватории у Теодора Дюбуа и Эрнеста Гиро. Первыми крупными сочинениями Дюка стали две увертюры, написанные в 1883 году. После ряда неудачных попыток получить Римскую премию молодой музыкант принял решение покинуть консерваторию и завершить карьеру композитора, занявшись музыкальной критикой. Отслужив в армии, Дюка, тем не менее, вернулся к сочинительству и возобновил занятия теорией музыки.
Успех пришёл к Дюка в 1892 году, когда в Париже была исполнена его увертюра «Полиевкт», в это же время публикуются его первые критические статьи. Другие известные сочинения 1890-х годов — Симфония C-dur, посвящённая дирижёру Полю Антуану Видалю, под управлением которого 3 января 1897 года прошла премьера симфонии, и скерцо «Ученик чародея», написанное по мотивам одноимённой баллады Гёте и ставшее самым популярным произведением композитора. В обеих работах ярко проявилось композиторское мастерство Дюка, его живая, оригинальная оркестровка и самобытный стиль. Несмотря на успех своих сочинений, Дюка очень критично относился к ним и уничтожал рукописи, из-за чего многие из его работ этого времени не сохранились.
В начале XX века Дюка обратился к крупным сценическим работам: опере «Ариана и Синяя Борода» (по М. Метерлинку, 1907) и балету «Пери», написанному для выдающейся балерины Натальи Трухановой и впервые поставленному в 1912 году. Музыковед Ю. А Кремлёв, отмечая в «мастерской партитуре» оперы «Ариана и Синяя Борода» влияние К. Дебюсси, писал:
Опера Дюка безусловно свидетельствовала о возникновении и закреплении школы дебюссизма. Вместе с тем, эта опера резко отличалась от „Пеллеаса и Мелизанды“ рядом важнейших показателей: господством интеллектуализма и невозмутимости, решительным преобладанием симфонических эффектов над разработкой вокальных партий, картинности над психологизмом.
В дальнейшем музыкант переключился на преподавательскую и критическую работу и больше не сочинил ни одного крупного произведения, а все существовавшие наброски уничтожил.
С начала 1920-х годов Дюка занимался проблемами музыкального образования во французских провинциях, а в 1928 году получил место профессора класса композиции в Парижской консерватории. Среди его учеников — Оливье Мессиан, Хоакин Родриго, Морис Дюрюфле, Стан Голестан и многие другие известные впоследствии композиторы. Дюка умер в Париже, похоронен на кладбище Пер-Лашез.
Во Франции издательством Фаяр (Fayard) в 2007 году была издана книга «Поль Дюка» («Paul Dukas»), написанная французскими музыковедами Симоном-Пьером Перре (Simon-Pierre Perret) и Мари-Лор Раго (Marie-Laure Ragot) и посвящённая жизни и творчеству композитора.